# Organizacja pokojowa dywizjonu samochodowego
Organizacja pokojowa dywizjonu samochodowego – pokojowy etat dywizjonu wojsk samochodowych Wojska Polskiego II RP.

W 1921 roku, po zakończonej wojnie z bolszewikami, Wojsko Polskie przeprowadziło demobilizację i przeszło na organizację pokojową. Przyjęta 16 czerwca 1921 roku organizacja wojsk samochodowych na czas pokoju zakładała utworzenie dziesięciu dywizjonów, po jednym w każdym okręgu korpusu. Każdy z dywizjonów składał się z następujących komórek organizacyjnych i pododdziałów: 
- dowództwo dywizjonu
  - dowódca dywizjonu
  - pomocnik dowódcy dywizjonu
  - sztab dowódcy dywizjonu
  - sekcja administracyjna
- kolumna samochodów osobowych i sanitarnych
- kolumna samochodów ciężarowych i półciężarowych
- kolumna szkolna dywizjonu samochodowego
- kolumna szkolna samochodów pancernych
- kadra kolumny zapasowej
- dywizjonowy zakład samochodowy

Kolumny szkolne samochodów pancernych, wkrótce przemianowane na kolumny samochodów pancernych, występowały tylko w pięciu dywizjonach samochodowych (nr 1, 3, 5, 6 i 7). Jesienią 1925 roku kolumny samochodów pancernych zostały wyłączone z wojsk samochodowych, podporządkowane kawalerii i przemianowane na szwadrony samochodów pancernych (nr 1-6). Pomimo zmiany podporządkowania, szwadrony w dalszym ciągu podlegały dywizjonom samochodowych ale wyłącznie pod względem technicznym. 
1 Dywizjon Samochodowy w Warszawie posiadał w swojej strukturze dwa dodatkowe pododdziały, a mianowicie kolumnę centralną samochodów osobowych i kolumnę samochodów ciężarowych.
Dowódca dywizjonu, posiadał uprawnienia dowódcy pułku, podlegał bezpośrednio dowódcy okręgu korpusu i był szefem służby samochodowej okręgu korpusu.

## Organizacja pododdziałów wchodzących w skład dyonu
W skład kolumny samochodów osobowych i sanitarnych wchodziło:
- dowództwo kolumny
- sekcja administracyjna
- samochody i ich obsługa
- podręczny warsztat kolumny
- magazyn techniczny

W skład kolumny samochodów ciężarowych i półciężarowych wchodziło:
- dowództwo kolumny
- sekcja administracyjna
- cztery plutony
- podręczny warsztat kolumny
- magazyn techniczny

W skład kolumny szkolnej dywizjonu samochodowego wchodziło:
- dowództwo kolumny
- sekcja administracyjna
- cztery plutony szkolne
- podręczny warsztat kolumny
- magazyn techniczny

W skład kolumny szkolnej samochodów pancernych wchodziło:
- dowództwo kolumny
- sekcja administracyjna
- samochody i ich obsługa
- podręczny warsztat kolumny
- magazyn techniczny

W skład kadry kolumny zapasowej wchodziło:
- dowództwo kadry
- ewidencja główna
- magazyn broni i umundurowania

W skład dywizjonowego zakładu samochodowego wchodziło:
- dowództwo zakładu
- skład materiałów samochodowych
- skład materiałów pędnych i smarów
- warsztat
- sekcja administracyjna
- garaż

## Barwy i święta
Żołnierze pełniący służbę w dywizjonach samochodowych nosili na kołnierzach kurtek łapki czarne z pomarańczowymi wypustkami (oficerowie aksamitne, a szeregowcy sukienne) oraz numer porządkowy dyonu.
Poszczególne dywizjony obchodziły swoje Święta w następujących dniach:
| 1 Dywizjon Samochodowy - 25 kwietnia 2 Dywizjon Samochodowy - 8 września 3 Dywizjon Samochodowy - 7 lutego 4 Dywizjon Samochodowy - 25 lipca 5 Dywizjon Samochodowy - 31 października | 6 Dywizjon Samochodowy - 8 sierpnia 7 Dywizjon Samochodowy - 11 listopada 8 Dywizjon Samochodowy - 10 grudnia 9 Dywizjon Samochodowy - 17 czerwca 10 Dywizjon Samochodowy - 8 września |

## Dyslokacja i dowódcy dywizjonów w 1923
- 1 Dywizjon Samochodowy w Warszawie (OK I) – ppłk Wacław Franciszek Sobański, a od 19 V 1923 – ppłk Erazm Dembowski
- 2 Dywizjon Samochodowy w Lublinie (OK II) – p.o. mjr Aleksander Radel
- 3 Dywizjon Samochodowy w Grodnie (OK III) – p.o. mjr Romuald I Kozłowski
- 4 Dywizjon Samochodowy w Łodzi (OK IV) – płk Henryk Buczyński
- 5 Dywizjon Samochodowy w Krakowie (OK V) – p.o. mjr dr Tadeusz Kazimierz Piotrowski
- 6 Dywizjon Samochodowy we Lwowie (OK VI) – ppłk Roman Misiągiewicz
- 7 Dywizjon Samochodowy w Poznaniu (OK VII) – p.o. mjr inż. Witold Leon Suszyński
- 8 Dywizjon Samochodowy w Bydgoszczy (OK VIII) – ppłk Konrad Aksan
- 9 Dywizjon Samochodowy w Brześciu n. Bugiem (OK IX) – ppłk Marek Krzyczkowski
- 10 Dywizjon Samochodowy w Przemyślu (OK X) – p.o. mjr Narcyz Jan Sobol

## Dowódcy dywizjonów (komendanci kadr) w 1932
- 1 Dywizjon Samochodowy w Warszawie (OK I) – mjr Wacław Wiaczesław Hryniewski
- Kadra 2 Dywizjonu Samochodowego w Lublinie (OK II) – mjr Piotr Rudzki
- Kadra 3 Dywizjonu Samochodowego w Grodnie (OK III) – kpt. Albert Rogiński
- Kadra 4 Dywizjonu Samochodowego w Łodzi (OK IV) – mjr Sergiusz Gwiazdowski
- 5 Dywizjon Samochodowy w Krakowie (OK V) – ppłk Felicjan Madeyski
- 6 Dywizjon Samochodowy we Lwowie (OK VI) – ppłk Władysław Damski
- Kadra 7 Dywizjonu Samochodowego w Poznaniu (OK VII) – mjr Henryk Emil Cybulski
- Kadra 8 Dywizjonu Samochodowego w Bydgoszczy (OK VIII) – mjr Andrzej Meyer
- Kadra 9 Dywizjonu Samochodowego w Brześciu (OK IX) – mjr Józef Wacław Rokicki
- Kadra 10 Dywizjonu Samochodowego w Przemyślu (OK X) – mjr Władysław Srocki